# Loranthus guizhouensis
Loranthus guizhouensis är en tvåhjärtbladig växtart som beskrevs av Hua Shing Kiu. Loranthus guizhouensis ingår i släktet Loranthus och familjen Loranthaceae. Inga underarter finns listade i Catalogue of Life.